# Moana turbinulata
Moana turbinulata är en svampart som beskrevs av Kohlm. & Volkm.-Kohlm. 1989. Moana turbinulata ingår i släktet Moana och familjen Halosphaeriaceae.   Inga underarter finns listade i Catalogue of Life.